# 丁聖時
丁聖時（16世紀—17世紀），字墨巖，又字澹夫，湖廣岳州府巴陵縣人，明朝、南明政治人物。

## 生平
丁聖時是天啟七年（1627年）湖廣鄉試舉人，崇禎元年（1628年）聯捷進士，授直隸溧陽縣知縣，清理兌糧宿弊、制訂淮鹽水運，又修築城牆，疏通河池，節省刑罰，興辦學校，善行為鄉人所記。之後他轉任袁州府推官，釋放重囚二十餘多人，裁減慈化舊寺僧兵，並建設喝斷關，令府人感恩；主持江西和江南鄉試，所取錄者，皆一時名士。不久，升任戶部主事。
弘光年間丁聖時與趙東曦、朱邦祈、吳允謙、王運熙、宣國柱、胡周鼒一起召用，改官戶科給事中，南京失陷後隱居在宣城，與農民樵夫為伍；兒子丁全芳在清朝考獲舉人。

## 引用
1. 1 2  錢海岳《南明史·卷三十三·列傳第九》：同（趙東曦弘光時）同召者朱邦祈、吳允謙、丁聖時、王運熙、宣國柱、胡周鼒。……聖時，字澹夫，巴陵人。崇禎元年進士。歷溧陽知縣、袁州推官。悉心折獄，百姓德之。累遷戶部主事、戶科給事中。南京亡，隱宣城。
2. ↑  光緒《巴陵縣志·卷二十二·選舉志一》：（天啟）七年（舉人）……丁聖時 解元景陵譚元春
3. ↑  光緒《巴陵縣志·卷二十八·人物志一》：丁聖時，字墨巖，又字澹夫，崇禎戊辰進士。知溧陽縣，清兌糧宿弊；定淮鹽水運，修城浚池，省刑興學，鄉人刊錄紀之。轉袁州推官，讞獄明決 丙寅《府志》出重囚二十餘人，慈化舊寺有僧兵，寺眾苦之，聖時力請裁免 ，申革宜春幫、解私費，建喝斷關以遏萍鄉，郡人德之。分校江西江南鄉試，所拔皆知名士，升戶部主事 《湖廣通志》、《江西通志》同 。
4. ↑  光緒《巴陵縣志·卷二十八·人物志一》：後客於宣城挈家居焉，匿姓名與與農樵牧豎為伍 丙寅《府志》舊祀鄉賢 ，子全芳舉人 《安徽通志》。